# Дун (фамилия)

Иероглиф клана Дун

Дун (董) — китайская фамилия (клан).

## Известные Дун
- Дун Бинь — китайский легкоатлет, чемпион Азии и призёр Азиатских игр.
- Дун Биу — китайский политический деятель. Один из основателей КПК в 1921 году
- Дун Боди, Патрик — святой Римско-Католической Церкви, мученик.
- Дун Дун — китайский прыгун на батуте, олимпийский чемпион и чемпион мира.
- Дун Ин (род. 1972) — китайская гребчиха-байдарочница.
- Дун Минчжу — менеджер
- Дун Сянь — китайский чиновник времён династии Хань.
- Дун Фансяо — китайская спортивная гимнастка.
- Дун Фанчжо (кит. упр. 董方卓, пиньинь Dǒng Fāngzhuō; род. 1985) — китайский футболист.
- Дун Ху — историк VII века до н. э.
- Дун Хуэйбо (род. 1989) — китайская фигуристка.
- Дун Цзюн (род. 1973) — китайский бадминтонист, призёр Олимпийских игр.
- Дун Цзюнь (род. 1961) — китайский военачальник, адмирал; министр обороны Китая
- Дун Цзяньхуа — руководитель Администрации Гонконга с 1997 по 2005 год.
- Дун Циу (кит. 董其武, пиньинь Dǒng Qíwǔ; 1898—1989) — государственный и военный деятель КНР, генерал КНР.
- Дун Цичан (кит. 董其昌, пиньинь Dǒng Qíchāng; 1555—1636) — выдающийся китайский художник, теоретик, каллиграф и коллекционер.
- Дун Цунь-жуй — китайский солдат, коммунист, сражавшийся в рядах Народно-освободительной армии Китая во время гражданской войны.
- Дун Чжо (董卓) (?? — 22 мая 192) — влиятельный китайский полководец эпохи Троецарствия.
- Дун Чжуншу (кит. упр. 董仲舒, пиньинь Dǒng Zhòngshū; ок. 179—104 годов до н. э.) — конфуцианский философ, который в качестве приближённого советника императора У-ди добился изгнания из правительства приверженцев конкурирующих идеологий и провозглашения конфуцианства господствующей доктриной Ханьской державы.
- Дун Юань — (кит. упр. 董源, пиньинь Dŏng Yuán; 934—962) — китайский художник.
- Дун Юэ (1620—1686) — китайский писатель и монах.